# 9.ª etapa do Giro d'Italia de 2020
A 9.ª etapa do Giro d'Italia de 2020 desenvolveu-se a 11 de outubro de 2020 entre San Salvo (Chieti), e Roccaraso (Áquila) com um percurso de 207 km e foi vencida pelo português Ruben Guerreiro da equipa EF. O seu compatriota João Almeida conseguiu manter a liderança antes da primeira jornada de descanso.

## Classificação da etapa
| \| Classificação por etapas \| Classificação por etapas \| Classificação por etapas \| Classificação por etapas \| Classificação por etapas \| \| Ciclista \| Ciclista \| Equipe \| Tempo \| \| \| ------------------------ \| ------------------------ \| ------------------------ \| ------------------------ \| ------------------------ \| \| 1. \| Ruben Guerreiro \| EF Pro Cycling \| 5h41m20s \| \| \| 2. \| Jonathan Castroviejo \| Ineos Grenadiers \| + 8s \| \| \| 3. \| Mikkel Bjerg \| UAE Team Emirates \| + 58s \| \| \| 4. \| Kilian Frankiny \| Groupama-FDJ \| + 1m16s \| \| \| 5. \| Larry Warbasse \| AG2R La Mondiale \| + 1m16s \| \| \| 6. \| Tao Geoghegan Hart \| Ineos Grenadiers \| + 1m19s \| \| \| 7. \| Lucas Hamilton \| Mitchelton-Scott \| + 1m32s \| \| \| 8. \| Wilco Kelderman \| Team Sunweb \| + 1m38s \| \| \| 9. \| Jakob Fuglsang \| Astana \| + 1m38s \| \| \| 10. \| Jai Hindley \| Team Sunweb \| + 1m38s \| \| |                      |                   |          |
| |                      |                   |          |
| Fonte: ProCyclingStats |                      |                   |          |
| Classificação por etapas |                      |                   |          |
| Ciclista | Ciclista             | Equipe            | Tempo    |
| 1. | Ruben Guerreiro      | EF Pro Cycling    | 5h41m20s |
| 2. | Jonathan Castroviejo | Ineos Grenadiers  | + 8s     |
| 3. | Mikkel Bjerg         | UAE Team Emirates | + 58s    |
| 4. | Kilian Frankiny      | Groupama-FDJ      | + 1m16s  |
| 5. | Larry Warbasse       | AG2R La Mondiale  | + 1m16s  |
| 6. | Tao Geoghegan Hart   | Ineos Grenadiers  | + 1m19s  |
| 7. | Lucas Hamilton       | Mitchelton-Scott  | + 1m32s  |
| 8. | Wilco Kelderman      | Team Sunweb       | + 1m38s  |
| 9. | Jakob Fuglsang       | Astana            | + 1m38s  |
| 10. | Jai Hindley          | Team Sunweb       | + 1m38s  |

## Classificações ao final da etapa

### Classificação geral(Maglia Rosa)
| \| Classificação geral \| Classificação geral \| Classificação geral \| Classificação geral \| Classificação geral \| \| Ciclista \| Ciclista \| Equipe \| Tempo \| \| \| ------------------- \| ------------------- \| --------------------- \| ------------------- \| ------------------- \| \| 1. \| João Almeida \| Deceuninck-Quick Step \| 35h35m50s \| \| \| 2. \| Wilco Kelderman \| Team Sunweb \| + 30s \| \| \| 3. \| Pello Bilbao \| Bahrain McLaren \| + 39s \| \| \| 4. \| Domenico Pozzovivo \| NTT Pro Cycling \| + 53s \| \| \| 5. \| Vincenzo Nibali \| Trek-Segafredo \| + 57s \| \| \| 6. \| Jakob Fuglsang \| Astana \| + 1m01s \| \| \| 7. \| Harm Vanhoucke \| Lotto-Soudal \| + 1m02s \| \| \| 8. \| Patrick Konrad \| Bora-Hansgrohe \| + 1m11s \| \| \| 9. \| Jai Hindley \| Team Sunweb \| + 1m15s \| \| \| 10. \| Rafał Majka \| Bora-Hansgrohe \| + 1m17s \| \| |                    |                       |           |
| |                    |                       |           |
| Fonte: ProCyclingStats |                    |                       |           |
| Classificação geral |                    |                       |           |
| Ciclista | Ciclista           | Equipe                | Tempo     |
| 1. | João Almeida       | Deceuninck-Quick Step | 35h35m50s |
| 2. | Wilco Kelderman    | Team Sunweb           | + 30s     |
| 3. | Pello Bilbao       | Bahrain McLaren       | + 39s     |
| 4. | Domenico Pozzovivo | NTT Pro Cycling       | + 53s     |
| 5. | Vincenzo Nibali    | Trek-Segafredo        | + 57s     |
| 6. | Jakob Fuglsang     | Astana                | + 1m01s   |
| 7. | Harm Vanhoucke     | Lotto-Soudal          | + 1m02s   |
| 8. | Patrick Konrad     | Bora-Hansgrohe        | + 1m11s   |
| 9. | Jai Hindley        | Team Sunweb           | + 1m15s   |
| 10. | Rafał Majka        | Bora-Hansgrohe        | + 1m17s   |

### Classificação por pontos(Maglia Ciclamino)
| Classificação por pontos | Classificação por pontos | Classificação por pontos | Classificação por pontos | Classificação por pontos |
| Ciclista                 | Ciclista                 | Equipe                   | Pontos                   |                          |
| ------------------------ | ------------------------ | ------------------------ | ------------------------ | ------------------------ |
| 1.                       | Arnaud Démare            | Groupama-FDJ             | 167 pts                  |                          |
| 2.                       | Peter Sagan              | Bora-Hansgrohe           | 110 pts                  |                          |
| 3.                       | Michael Matthews         | Team Sunweb              | 87 pts                   |                          |
| 4.                       | Filippo Ganna            | Ineos Grenadiers         | 45 pts                   |                          |
| 5.                       | Davide Ballerini         | Deceuninck-Quick Step    | 40 pts                   |                          |
| 6.                       | Andrea Vendrame          | AG2R La Mondiale         | 31 pts                   |                          |
| 7.                       | Alex Dowsett             | Israel Start-Up Nation   | 29 pts                   |                          |
| 8.                       | João Almeida             | Deceuninck-Quick Step    | 29 pts                   |                          |
| 9.                       | Marco Frapporti          | Vini Zabù-Brado-KTM      | 28 pts                   |                          |
| 10.                      | Ruben Guerreiro          | EF Pro Cycling           | 27 pts                   |                          |

### Classificação da montanha(Maglia Azzurra)
| Classificação da montanha | Classificação da montanha | Classificação da montanha | Classificação da montanha | Classificação da montanha |
| Ciclista                  | Ciclista                  | Equipe                    | Pontos                    |                           |
| ------------------------- | ------------------------- | ------------------------- | ------------------------- | ------------------------- |
| 1.                        | Ruben Guerreiro           | EF Pro Cycling            | 84 pts                    |                           |
| 2.                        | Giovanni Visconti         | Vini Zabù-Brado-KTM       | 76 pts                    |                           |
| 3.                        | Jonathan Castroviejo      | Ineos Grenadiers          | 45 pts                    |                           |
| 4.                        | Filippo Ganna             | Ineos Grenadiers          | 41 pts                    |                           |
| 5.                        | Jonathan Caicedo          | EF Pro Cycling            | 40 pts                    |                           |
| 6.                        | Matthew Holmes            | Lotto-Soudal              | 20 pts                    |                           |
| 7.                        | Larry Warbasse            | AG2R La Mondiale          | 20 pts                    |                           |
| 8.                        | Kilian Frankiny           | Groupama-FDJ              | 20 pts                    |                           |
| 9.                        | Domenico Pozzovivo        | NTT Pro Cycling           | 19 pts                    |                           |
| 10.                       | Edoardo Zardini           | Vini Zabù-Brado-KTM       | 18 pts                    |                           |

### Classificação dos jovens(Maglia Bianca)
| Classificação dos jovens | Classificação dos jovens | Classificação dos jovens | Classificação dos jovens | Classificação dos jovens |
| Ciclista                 | Ciclista                 | Equipe                   | Tempo                    |                          |
| ------------------------ | ------------------------ | ------------------------ | ------------------------ | ------------------------ |
| 1.                       | João Almeida             | Deceuninck-Quick Step    | 35h35m50s                |                          |
| 2.                       | Harm Vanhoucke           | Lotto-Soudal             | + 1m02s                  |                          |
| 3.                       | Jai Hindley              | Team Sunweb              | + 1m15s                  |                          |
| 4.                       | Lucas Hamilton           | Mitchelton-Scott         | + 2m23s                  |                          |
| 5.                       | Tao Geoghegan Hart       | Ineos Grenadiers         | + 2m41s                  |                          |
| 6.                       | Brandon McNulty          | UAE Team Emirates        | + 2m45s                  |                          |
| 7.                       | Sergio Samitier          | Movistar Team            | + 4m06s                  |                          |
| 8.                       | James Knox               | Deceuninck-Quick Step    | + 4m13s                  |                          |
| 9.                       | Aurélien Paret-Peintre   | AG2R La Mondiale         | + 5m02s                  |                          |
| 10.                      | Sam Oomen                | Team Sunweb              | + 9m30s                  |                          |

### Classificação por equipas"Súper team"
| Classificação por equipes | Classificação por equipes | Classificação por equipes | Classificação por equipes |
| Equipe                    | Equipe                    | Tempo                     |                           |
| ------------------------- | ------------------------- | ------------------------- | ------------------------- |
| 1.                        | Ineos Grenadiers          | 106h40m50s                |                           |
| 2.                        | Deceuninck-Quick Step     | + 11m44s                  |                           |
| 3.                        | Team Sunweb               | + 13m07s                  |                           |
| 4.                        | Jumbo-Visma               | + 15m31s                  |                           |
| 5.                        | Bora-Hansgrohe            | + 19m34s                  |                           |
| 6.                        | AG2R La Mondiale          | + 27m31s                  |                           |
| 7.                        | Trek-Segafredo            | + 30m05s                  |                           |
| 8.                        | Movistar Team             | + 30m31s                  |                           |
| 9.                        | Bahrain McLaren           | + 31m15s                  |                           |
| 10.                       | CCC Team                  | + 31m42s                  |                           |

## Abandonos
- Rudy Barbier não tomou a saída por problemas no estômago.[3]
- Pavel Kochetkov abandonou nos primeiros quilómetros depois de não recuperar de uma queda sofrida em dias anteriores.[4]